# Friedensbrücke (Bautzen)

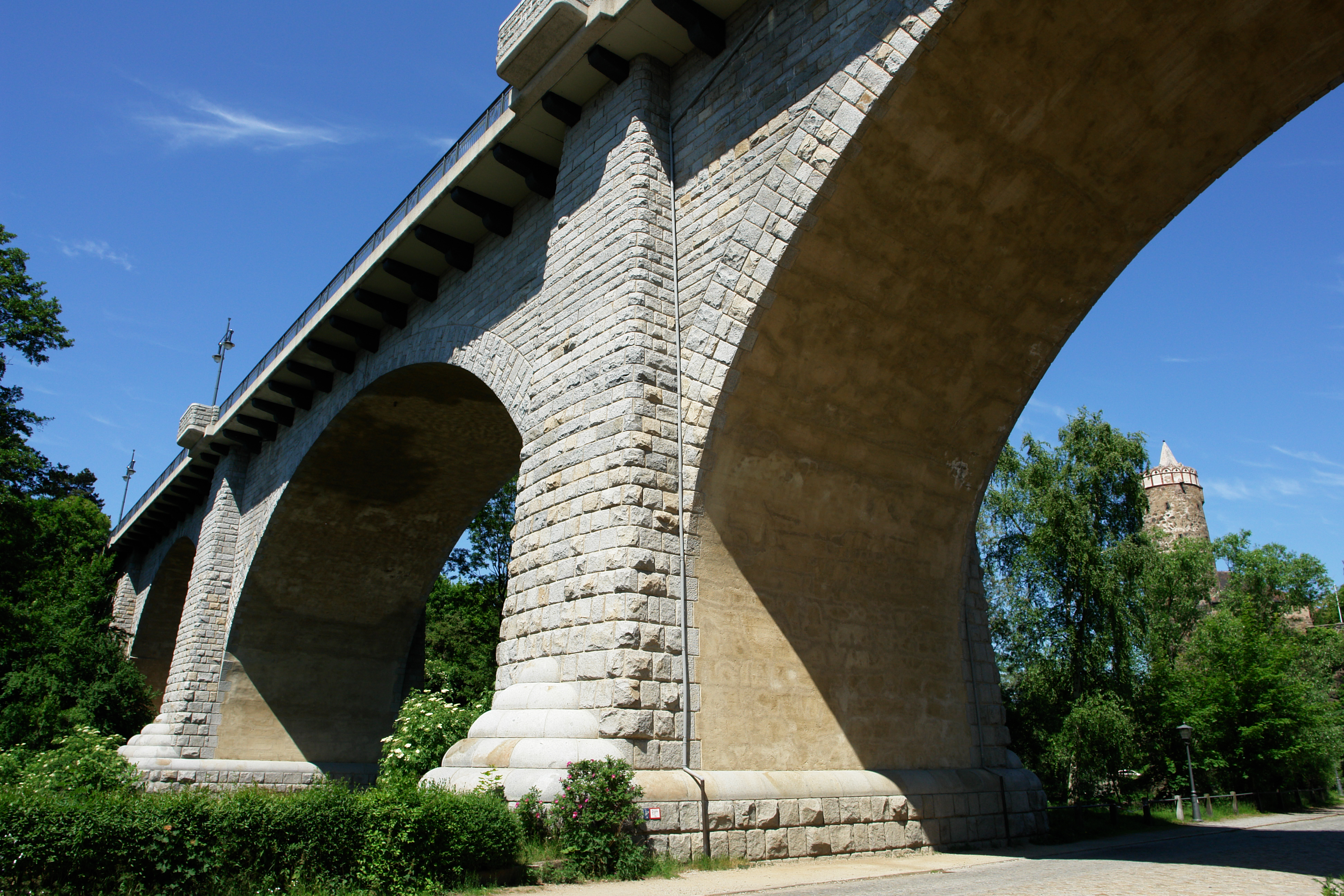
Massive Pfeiler der Friedensbrücke

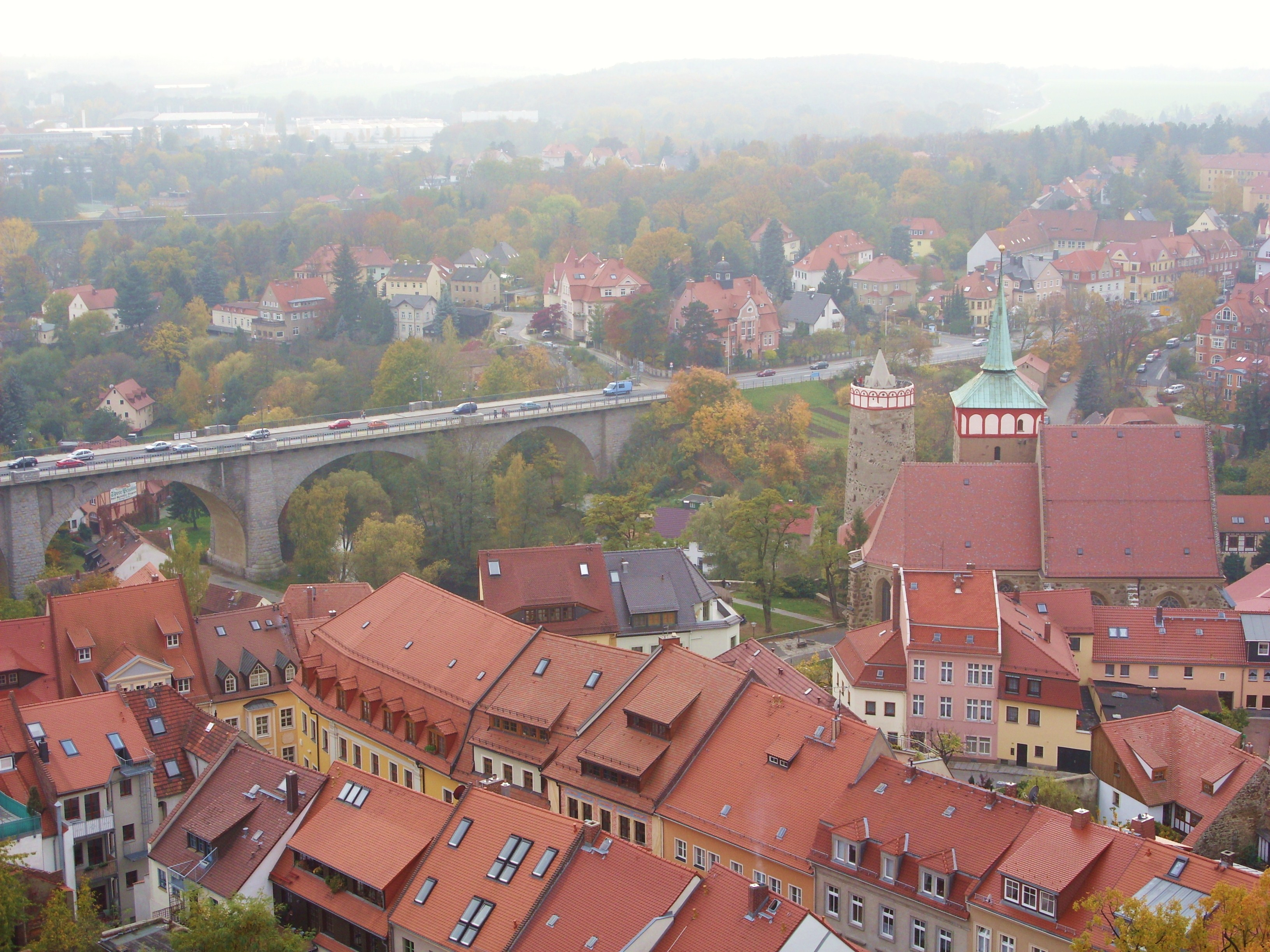
Gesamtansicht, im Vordergrund Alte Wasserkunst und Michaeliskirche

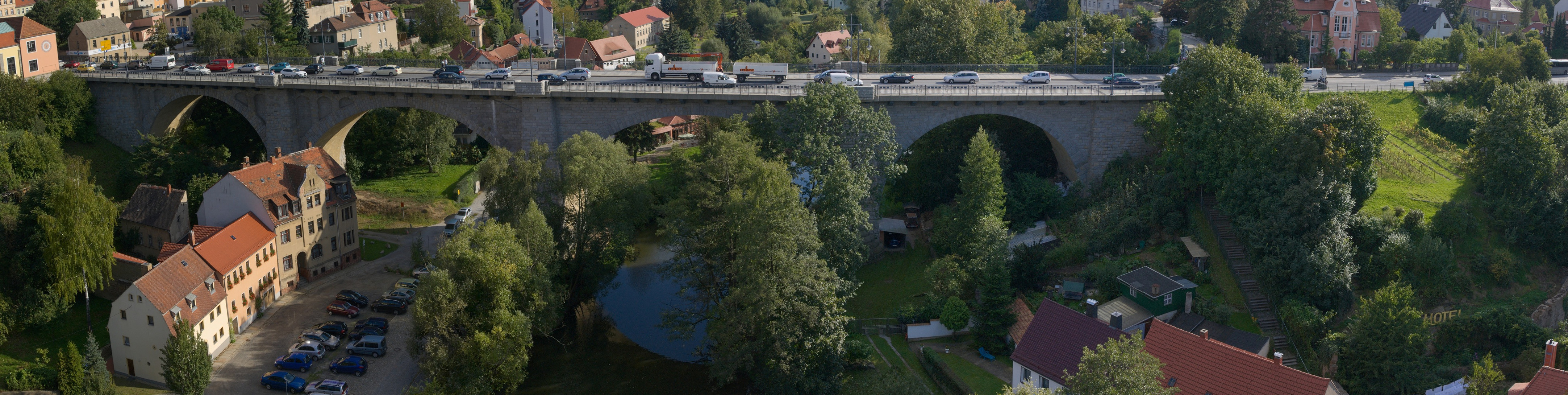
Panorama der Friedensbrücke 2011

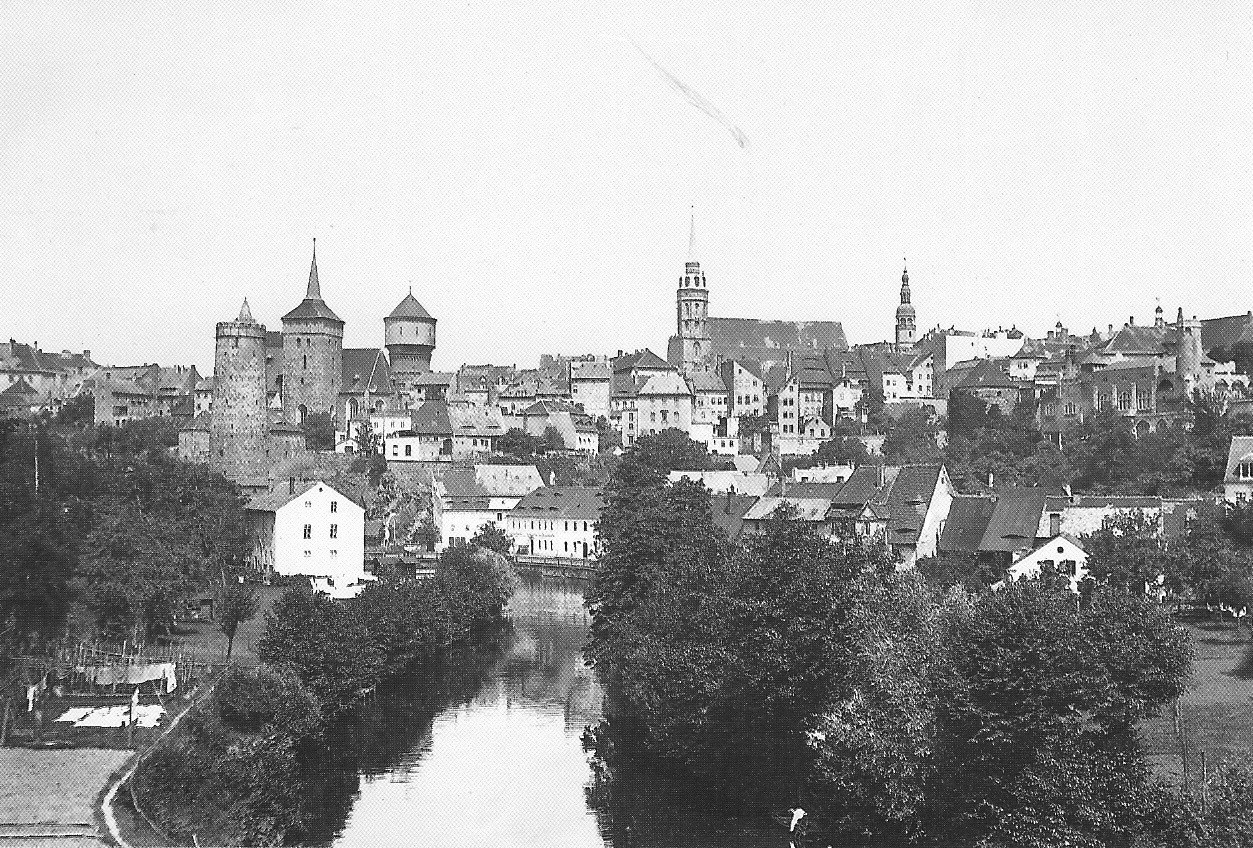
Stadtansicht vor dem Bau der Brücke

Die Friedensbrücke (obersorbisch Móst měra) in Bautzen ist eine der größeren Steinbogenbrücken in Sachsen und neben der Autobahnbrücke der A 4 sowie der Brücke der Westtangente eine der drei wichtigsten die Spree querenden Verbindungen für den Straßenverkehr der Stadt. Die vier Korbbögen, die auf massiven Pfeilern und Widerlagern aufgesetzt sind, überspannen das tief eingeschnittene und steilwandige Spreetal in einer Höhe von über 20 Meter auf einer Länge von 181 Meter.

## Geschichte
Die historischen Stadtzugänge über die Heilige-Geist-Brücke und die Hammermühlenbrücke erforderten die Ab- und Aufwärtsbewegung durch das Spreetal, was sich insbesondere im Zeitalter des zunehmenden Verkehrs im Zusammenhang mit der Industrialisierung als unbefriedigende Lösung herausstellte.
Nach zweijähriger Bauzeit wurde am Ort der heutigen Friedensbrücke 1909 die Kronprinzenbrücke durch den sächsischen König Friedrich August III. eingeweiht. Der Entwurf war seit 1903 von der Königlichen Straßen- und Wasser-Bauinspektion erstellt worden unter maßgeblicher Beteiligung des Bauamtmannes Artur Speck, der später auch die Realisierung des Projektes weitgehend mit koordinierte. Neben der erheblichen Verkehrserleichterung machte der Bau der Brücke erst jetzt eine bedeutendere Siedlungsflächenerschließung westlich der Spree möglich. Jahrhundertelang war die Stadt durch die natürliche Barriere des Flusses gezwungen gewesen, immer weiter nach Osten zu expandieren, so dass das historische Stadtzentrum sich immer weiter an den geographischen Rand der Siedlung verlagerte. Zwar lässt sich eine derartige Tendenz auch nach dem Brückenbau bis in unsere heutige Zeit weiterhin erkennen, allerdings entstand nach 1909 die Westvorstadt, die oft auch als Bautzen-Neustadt bezeichnet wird.
Im Zusammenhang mit der Schlacht um Bautzen im Zweiten Weltkrieg wurde die Kronprinzenbrücke zusammen mit 16 weiteren Brücken am Abend des 20. April 1945 gesprengt und dabei zu großen Teilen zerstört. Trotz erheblicher finanzieller Schwierigkeiten und mehrmaliger Bauunterbrechung infolge von Materialmangel konnte die neue Brücke bereits 1949 erneut dem Verkehr übergeben werden. Sie bekam den Namen Friedensbrücke als Mahnung an die Zerstörungen der Stadt im Krieg. Nach der Wende wurde eine erneute Überholung der Brücke notwendig, die zum großen Teil 1998 realisiert wurde. Die Erneuerung in Zusammenarbeit mit dem Landesamt für Denkmalpflege Sachsen wurde mehrfach als gelungenes Beispiel für den Umgang mit historischer Bausubstanz gewertet.
Mit der Eröffnung der Westtangente im Dezember 2013 wurde die Innenstadt und somit auch die Friedensbrücke vom Fernverkehr entlastet. Seit 104 Jahren verliefen die Bundesstraße 6 und 96 über die Brücke. Die B 6 wurde zur S 111 heruntergestuft und die B 96 über die Westtangente geleitet. Trotzdem gilt die Friedensbrücke immer noch als Nadelöhr im innerstädtischen Verkehr, insbesondere zur Hauptverkehrszeit.
Für 2026 ist eine aufwendigere Sanierung („Generalüberholung“) der Brücke geplant, nachdem Risse im Bauwerk entdeckt worden sind.

## Stadtansicht Bautzens von der Friedensbrücke
Beim Bau der Brücke wurde aus gestalterischen Gründen die Variante einer massiven Steinbrücke einer leichten, eleganten Konstruktion vorgezogen, obwohl es Festschreibungen und Forderungen für einen Mindestaufwand an Baustoffen gab. Die Massivität sollte dem trutzigen Stadtbild Bautzens gerecht werden. Trotzdem gab es auch kritische Stimmen, da das gewohnte malerische Stadtbild vom Ufer der Spree in einigen gewohnten Blickbeziehungen stark verändert bzw. durch die Brücke verstellt wurde. Allerdings ergaben sich von der Brücke selbst neue Einblicke auf die Stadt Bautzen. Der Blick von der Friedensbrücke ist heute das bekannteste Motiv der Stadt und gehört außerdem zu den am häufigsten verwendeten Fotomotiven in ganz Sachsen und findet sich regelmäßig auf Titelseiten von Büchern oder auf Kalendern zum Thema Sachsen wieder.